# Heather Mitts
Heather Blaine Mitts (Cincinnati, Ohio, 9 de juny de 1978) és una futbolista estatunidenca. Va jugar al futbol per la Universitat de Florida. Mitts va jugar pel Philadelphia Charge, un equip de la Women's United Soccer Association. Va ser també part de l'equip de futbol que va guanyar una medalla d'or als Jocs Olímpics el 2004 i el que va sortir segon en la Copa Algarve 2006.